# Donna Douglas
Donna Douglas, pseudonimo di Doris Ione Smith (Pride, 26 settembre 1932 – Zachary, 1º gennaio 2015), è stata un'attrice e cantante statunitense.
È principalmente ricordata per il ruolo della bella campagnola Elly May Clampett nella serie televisiva The Beverly Hillbillies (1962–1971).

## Carriera

### The Beverly Hillbillies
Sebbene la Douglas fosse già attiva come attrice negli anni sessanta, era ancora relativamente sconosciuta quando venne scelta tra 500 altre ragazze per lavorare insieme al veterano attore e ballerino Buddy Ebsen nella serie The Beverly Hillbillies. Il programma andò avanti per nove stagioni consecutive, dal 1962 al 1971. Alla fine del telefilm, Donna Douglas decise di intraprendere la professione di cantante gospel.

## Cause legali

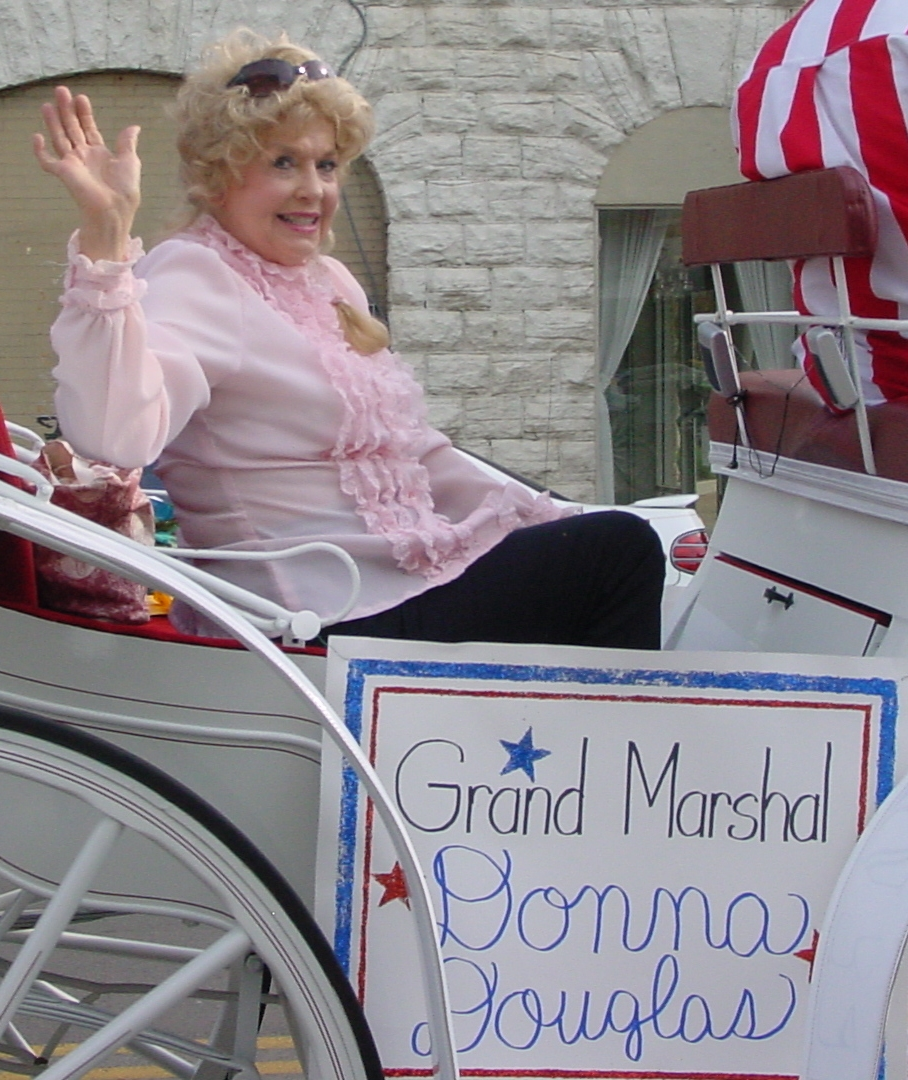
Donna Douglas nel 2007 durante una parata a Lawrenceburg, Tennessee.

### Sister Act
Il 10 giugno 1993, Douglas e il suo socio nella Associated Artists Entertainment Inc., Curt Wilson, intentarono una causa da 200 milioni di dollari alla Disney, a Whoopi Goldberg, Bette Midler, e alle loro case cinematografiche, dichiarando che il film Sister Act era un plagio del libro A Nun in the Closet, i cui diritti erano da loro detenuti. Douglas e Wilson affermarono anche di aver steso una sceneggiatura tratta dal libro già nel 1985. Nel 1994, Douglas e Wilson rifiutarono un'offerta da 1 milione di dollari a titolo di risarcimento. Alla fine il giudice diede ragione alla Walt Disney Pictures, e la causa venne archiviata.

### Mattel
Il 4 maggio 2011, Douglas citò in giudizio la Mattel e la CBS per aver utilizzato le sue sembianze per una bambola Barbie ispirata al personaggio da lei interpretato in Beverly Hillbillies senza chiedere la sua autorizzazione. In particolare fu fatto notare che la confezione della bambola "Elly May" aveva una sua foto ai tempi del telefilm. Il 27 dicembre 2011, Douglas chiese un risarcimento di 75,000 dollari. La CBS e la Mattel risposero dicendo che non era necessaria l'approvazione da parte dell'attrice, in quanto il personaggio di Elly May e la sua immagine erano di proprietà del network televisivo. Alla fine la causa venne risolta in via consensuale.

## Filmografia

### Cinema
- Il prezzo del successo (Career), regia di Joseph Anthony (1959)
- Il villaggio più pazzo del mondo (Li'l Abner), regia di Melvin Frank (1959) - non accreditata
- Susanna agenzia squillo (Bells Are Ringing), regia di Vincente Minnelli (1960)
- Noi due sconosciuti (Strangers When We Meet), regia di Richard Quine (1960)
- Amore, ritorna! (Lover Come Back), regia di Delbert Mann (1961)
- Frankie e Johnny (Frankie and Johnny), regia di Frederick de Cordova (1966)

### Televisione
- Bachelor Father – serie TV (1959)
- U.S. Marshal – serie TV (1959)
- Ai confini della realtà (The Twilight Zone) – serie TV, episodi 2x06-3x36 (1960-1962)
- Lock-Up – serie TV, episodio 2x02 (1960)
- Avventure in elicottero (Whirlybirds) – serie TV, episodio Four Little Indians (1960)
- I detectives (Detectives) – serie TV, episodio 2x04 (1960)
- The Aquanauts – serie TV, episodio 1x11 (1960)
- Route 66 – serie TV, episodio 1x09 (1960)
- Thriller – serie TV, episodio 1x16 (1961)
- Indirizzo permanente (77 Sunset Strip) – serie TV, episodio 3x33 (1961)
- Hennesey – serie TV, episodio His Honor, Dr. Blair (1961)
- Michael Shayne – serie TV episodio 1x24 (1961)
- Scacco matto (Checkmate) – serie TV, episodi 1x25-1x27-1x28-1x29 (1961)
- Surfside 6 – serie TV, episodi 1x34-2x09 (1961)
- Il dottor Kildare (Dr. Kildare) – serie TV, episodio Second Chance (1961)
- Pete and Gladys – serie TV, episodi 1x34-2x10 (1961)
- Mister Ed, il mulo parlante (Mister Ed) – serie TV, 3 episodi (1961–1962)
- Ai confini della realtà (The Twilight Zone) – serie TV, episodio Arriva Cavender (1962)
- Sam Benedict – serie TV, episodio Hanigan (1961)
- The Beverly Hillbillies – serie TV (1962–1971)
- La parola alla difesa (The Defenders) – serie TV, episodio Drink Like a Lady (1964)
- Mistero in galleria (Night Gallery) – serie TV, episodio Last Rites for a Dead Druid (1972)
- Adam-12 – serie TV, episodio 5x18 (1972)
- McMillan e signora (McMillan & Wife) – serie TV, episodio The Man Without a Face (1974)
- The Super Mario Bros. Super Show! – serie TV, 1 episodio (1989)
- The Jerry Springer Show – serie TV (1993)
- La tata (The Nanny) – serie TV, episodio California, arriviamo (1999)

## Discografia
- The Beverly Hillbillies (colonna sonora) (1963)
- Donna Douglas Sings Gospel (1982)
- Here Come the Critters (1983)
- Donna Douglas Sings Gospel II (1986)
- Back on the Mountain (1989)